# Felix von Burgund
Felix von Burgund (auch Felix von Dunwich oder Felix von East Anglia; † 8. März 647/648) war von 630/631 bis zu seinem Tod erster Bischof von East Anglia. Er gilt als Heiliger und wird als  „Apostel von East Anglia“ verehrt.

## Leben
Felix wurde in Burgund geboren und als Geistlicher ordiniert. Um 626/627 war er vermutlich Bischof im burgundischen Chalon-sur-Saône. Er lernte den im Exil lebenden Sigebert kennen, dem er um 630 nach East Anglia folgte. Vermutlich musste er das Frankenreich nach dem Tod des Königs Chlothar II. im Jahr 629 aus politischen Gründen verlassen.
Honorius, der Erzbischof von Canterbury, weihte ihn zum Bischof der Ostangeln und wies ihm Dommoc als Bischofssitz zu. Üblicherweise wird Dommoc mit Dunwich identifiziert, doch kommt auch das Kastell Walton Castle bei Felixstowe in Betracht. König Sigebert und Felix errichteten um 631 nach fränkischem Vorbild eine Schule. Spätere Quellen aus dem 12. Jahrhundert nennen Felix als Urheber weiterer Schulen, Kirchen (z. B. Redham) und des Klosters von Soham. Felix wirkte als Missionar erfolgreich in ganz East Anglia. Nach 17 Amtsjahren starb er am 8. März 647/648 in Dommoc eines natürlichen Todes. Er wurde zunächst in Dunwich beigesetzt und dann nach Soham Abbey überführt. Das Kloster wurde 869 von Wikingern geplündert und sein Grab entweiht. Zur Zeit Knut des Großen (1016–1035) wurden Felix’ Reliquien nach Ramsey Abbey überführt, wo sie ihre letzte Ruhestätte fanden.

## Verehrung
Er gilt als Schutzpatron von East Anglia und wird ikonografisch als Bischof mit drei Ringen an der rechten Hand dargestellt. Sein Festtag war ursprünglich der 8. März, wird heute aber am 13. Mai begangen. Im 11. Jahrhundert gründete Roger Bigod in Felixstowe eine Priorei, die nach St. Felix benannt war. Eine dortige Kirchengemeinde wurde nach St. Felix benannt.